# NGC 830
NGC 830 è una galassia lenticolare situata nella costellazione della Balena, a una distanza di circa 173 milioni di anni luce dalla nostra Via Lattea.

## Scoperta
La galassia è stata scoperta il 23 settembre 1865 dall'astronomo prussiano Heinrich d'Arrest.

## Descrizione
NGC 830 è una galassia il cui nucleo è molto brillante nell'ultravioletto. È inserita nel catalogo di Markarian con il codice Mrk 1020 (MK 1020).

## Gruppo di NGC 788
NGC 830 fa parte del Gruppo di NGC 788, un raggruppamento che comprende almeno cinque galassie. Le altre quattro galassie del gruppo sono IC 183, NGC 788, NGC 829 e NGC 842.